# Andrea Bocelli
Andrea Bocelli (pronunciación en italiano: /anˈdrɛːa boˈtʃɛlli/; Lajatico, Italia, 22 de septiembre de 1958) es un cantante, músico, multiinstrumentista, escritor y productor musical italiano. Después de actuar por las noches en bares de piano y competir en concursos de canto locales, Bocelli firmó su primer contrato discográfico con Sugar Music. Alcanzó la fama en 1994, ganando la sección de nuevos talentos del 44.º Festival de la Canción de Sanremo interpretando «Il mare calmo della sera».
Desde 1994, Bocelli ha grabado 15 álbumes de estudio en solitario de música tanto pop como clásica, tres álbumes de grandes éxitos y nueve óperas completas, vendiendo más de 75 millones de discos en todo el mundo. Ha tenido éxito como intérprete crossover, llevando la música clásica a lo más alto de las listas de éxitos pop internacionales.Su álbum Romanza es uno de los álbumes más vendidos de todos los tiempos, mientras que Sacred Arias es el álbum clásico más vendido por cualquier artista en solitario en la historia. My Christmas fue el álbum navideño más vendido de 2009 y uno de los álbumes navideños más vendidos en Estados Unidos. El álbum de 2019 Sì debutó en el número uno en el UK Albums Chart y en el US Billboard 200, convirtiéndose en el primer álbum número uno de Bocelli en ambos países. Su canción «Con te partirò», incluida en su segundo álbum Bocelli, es uno de los sencillos más vendidos de todos los tiempos. La canción fue licenciada para aparecer en una serie de comerciales de televisión para TIM a finales de la década de 1990, que finalmente se volvieron muy populares en Italia.
En 1998, Bocelli fue nombrado una de las 50 personas más bellas de la revista People. Realizó un dúo con Celine Dion en la canción «The Prayer» para la película animada Quest for Camelot, que ganó el Premio Globo de Oro a la Mejor Canción Original y fue nominada al Premio de la Academia a la Mejor Canción Original. En 1999, fue nominado a la categoría Mejor Artista Nuevo en los Premios Grammy. Capturó un lugar en el Libro Guinness de los Récords Mundiales con el lanzamiento de su álbum clásico Sacred Arias, ya que simultáneamente ocupaba los tres primeros lugares en las listas de álbumes clásicos de Estados Unidos.
Bocelli fue nombrado Gran Oficial de la Orden al Mérito de la República Italiana en 2006, y fue honrado con una estrella en el Paseo de la fama de Hollywood el 2 de marzo de 2010, por su contribución al teatro en vivo, y recibió una medalla de oro al Mérito en Serbia en 2022. La cantante Celine Dion ha dicho que "si Dios tuviera una voz de cantar, debe sonar mucho como la de Andrea Bocelli", y el productor musical David Foster ha descrito a menudo la voz de Bocelli como la más hermosa del mundo.

## Biografía
Bocelli nació con una discapacidad visual el 22 de septiembre de 1958, hijo de Alessandro y Edi Bocelli. Nació con glaucoma congénito. Él afirmó que la decisión de su madre de dar a luz y desoír el consejo médico fue la inspiración para oponerse al aborto.
Bocelli creció en la granja de su familia, donde vendían maquinaria agrícola y hacían vino, en el pequeño pueblo de La Sterza, una fracción de Lajatico, en la Toscana, Italia, a unos 40 km al sur de Pisa. Su madre y su hermano menor Alberto aún viven en la casa familiar; su padre falleció en 2000. 
Desde pequeño, Bocelli mostró una gran pasión por la música. Su madre ha dicho que la música era lo único que lo consolaba. Comenzó a tomar clases de piano a los 6 años y más tarde aprendió a tocar la flauta, el saxofón, la trompeta, el trombón, la guitarra y la batería.Su niñera Oriana le regaló el primer disco de Franco Corelli, y empezó a interesarse por seguir la carrera de tenor. A los 7 años, ya era capaz de reconocer las voces famosas de la época e intentaba emular a los grandes cantantes.
A los 12 años, Bocelli perdió completamente la visión después de ser golpeado en los ojos por un balón de fútbol. Los médicos recurrieron a sanguijuelas en un último intento por salvar su vista, pero fueron infructuosos y permaneció ciego.
Bocelli también pasó tiempo cantando durante su infancia. Dio su primer concierto en un pequeño pueblo no muy lejos de donde nació. Ganó su primer concurso de canciones a los 14 años con «O sole mio» en el Margherita d'Oro en Viareggio. Terminó la escuela secundaria en 1980 y luego estudió derecho en la Universidad de Pisa. Para ganar dinero, actuaba por las noches en bares de piano, y fue allí donde conoció a su futura esposa Enrica en 1987. Completó la escuela de derecho y pasó un año como abogado designado por el tribunal.

## Carrera

### 1992–1994: Sanremo eIl mare calmo della sera
En 1992, la estrella de rock italiana Zucchero realizó audiciones para tenores con el fin de hacer una maqueta de su canción «Miserere» para enviar al tenor italiano Luciano Pavarotti. Después de escuchar a Bocelli en la grabación, Pavarotti instó a Zucchero a usar a Bocelli en lugar de él. Zucchero finalmente persuadió a Pavarotti para grabar la canción con Bocelli, y se convirtió en un éxito en toda Europa. En la gira de conciertos europea de Zucchero en 1993, Bocelli lo acompañó para cantar el dúo, y también se le asignaron solos en los conciertos, interpretando «Nessun dorma» de la ópera Turandot de Giacomo Puccini. Bocelli firmó con el sello discográfico Sugar Music en Milán después de que Caterina Caselli lo escuchara cantar «Miserere» y «Nessun Dorma» en una fiesta de cumpleaños de Zucchero.
En diciembre, Bocelli participó en la ronda preliminar del Festival de la Canción de Sanremo en la categoría de Giovani, interpretando «Miserere». Ganó la competencia preliminar con las calificaciones más altas jamás registradas en la sección de nuevos talentos. El 28 de diciembre, debutó en el mundo clásico en un concierto en el Teatro Romolo Valli en Reggio Emilia. En febrero de 1994, ingresó en la competencia principal del Festival de Sanremo con «Il mare calmo della sera», y ganó la sección de nuevos talentos nuevamente con una puntuación récord. Después de su victoria, Bocelli lanzó su álbum debut del mismo nombre en abril, y entró en el Top Ten italiano, siendo certificado como platino en cuestión de semanas.
En mayo de 1994, hizo una gira con la cantante pop Gerardina Trovato. En septiembre, cantó en el concierto benéfico anual de Pavarotti, Pavarotti International en Modena, donde interpretó «Mattinata» de Ruggiero Leoncavallo y cantó un dúo con Pavarotti, «Notte e Piscatore» de Maurizio Morante. En septiembre, hizo su debut en la ópera como Macduff en Macbeth de Verdi en el Teatro Verdi de Pisa. Bocelli había sido agnóstico, pero alrededor de 1994, en parte como resultado de sumergirse en las obras del autor ruso León Tolstoy, volvió a practicar la fe católica. Interpretó el himno «Adeste fideles» en Roma ante el Papa Juan Pablo II en la Basílica de San Pedro en Navidad.

### 1995–1997:BocellieRomanza
Como ganador de la sección de nuevos talentos en el Festival de Sanremo de 1994, a Bocelli se le invitó a regresar al año siguiente. Ingresó en la competencia principal con «Con te partirò» y quedó en cuarto lugar. La canción fue incluida en su segundo álbum, Bocelli, producido por Mauro Malavasi y lanzado en noviembre de 1995. En Bélgica, «Con te partirò» se convirtió en el sencillo más vendido de todos los tiempos.
Su tercer álbum, Viaggio Italiano, fue lanzado en Italia en 1996. Fue invitado a cantar un dúo con la soprano inglesa Sarah Brightman en la pelea final del boxeador alemán Henry Maske. Brightman se acercó a Bocelli después de escucharlo cantar «Con te partirò» mientras cenaba en un restaurante. Cambiando la letra del título de la canción a «Time to Say Goodbye», la volvieron a grabar como un dúo con miembros de la Orquesta Sinfónica de Londres y la cantaron como despedida para Maske. El sencillo debutó en el primer lugar de las listas alemanas, donde se mantuvo durante catorce semanas. Con ventas cercanas a los tres millones de copias y un premio de platino séxtuple, «Time to Say Goodbye» superó al sencillo más vendido anterior por más de un millón de copias.
En 1996, encabezó las listas de éxitos de sencillos españoles con un dúo con Marta Sánchez, «Vivo por ella», la versión española de «Vivo per lei», grabada con Giorgia para su álbum recopilatorio de 1997, Romanza. También grabó una versión en portugués de la canción con la cantante brasileña Sandy.
Ese mismo año, Bocelli grabó «Je vis pour elle», la versión francesa de «Vivo per lei», en dúo con la cantante francesa Hélène Ségara. Lanzada en diciembre de 1997, la canción se convirtió en un éxito en Bélgica (Valonia) y Francia, donde alcanzó el primer lugar en las listas. Hasta la fecha, es el sencillo más vendido para Ségara y el segundo para Bocelli después de «Time to Say Goodbye». El 3 de marzo, apareció en Hamburgo, Alemania, con Sarah Brightman para recibir el premio musical ECHO a la "Mejor Canción del Año".
En el verano de 1997, ofreció 22 conciertos al aire libre en Alemania y un concierto en interiores en Oberhausen el 31 de agosto. En septiembre, actuó en concierto en la Piazza dei Cavalieri en Pisa para el vídeo casero «Una noche en la Toscana» con los invitados Nuccia Focile, Sarah Brightman y Zucchero. El concierto también marcó el primer concierto de Bocelli en PBS, como parte de la serie En el centro de atención, y también fue el debut de Bocelli ante el público estadounidense. El 14 de septiembre, en Munich, Alemania, recibió un premio ECHO Klassik al Mejor Vendedor del Año por su álbum, Viaggio Italiano.
De vuelta en Italia, el 27 de septiembre, cantó en el Congreso Eucarístico Internacional en Bolonia. El 19 de octubre, cantó en el concierto benéfico TeleFood celebrado en la Ciudad del Vaticano para concienciar sobre el hambre en el mundo. El 25 de octubre, recibió un premio Bambi en la categoría de Clásica en Colonia, Alemania.

### 1998–1999:Aria: The Opera Album,SognoeSacred Arias
Bocelli debutó en un papel operático importante en 1998 cuando interpretó a Rodolfo en una producción de La bohème en el Teatro Comunale de Cagliari del 18 al 25 de febrero. Su quinto álbum, Aria: The Opera Album, fue lanzado en marzo.
El 19 de abril, Bocelli debutó en los Estados Unidos con un concierto en el Centro John F. Kennedy para las Artes Escénicas en Washington D. C., seguido al día siguiente por una recepción en la Casa Blanca con el entonces presidente de los Estados Unidos, Bill Clinton. El 5 de mayo, apareció en Montecarlo, ganando dos World Music Awards, uno en la categoría de "Mejor Cantante Italiano" y otro por "Mejor Interpretación Clásica". También fue nombrado una de las 50 personas más bellas de 1998 por la revista People.
De junio a agosto, hizo una gira por América del Norte y del Sur. En septiembre, recibió su segundo premio Echo Klassik, esta vez por el Mejor Álbum Clásico más Vendido con Aria: The Opera Album. En la víspera de Acción de Gracias, Bocelli fue invitado al especial de televisión de Céline Dion These Are Special Times, donde se unió a Dion para cantar «The Prayer» y también cantó «Ave Maria» en solitario. La canción fue incluida en el álbum de Dion These Are Special Times (1998) y fue reeditada con el DVD del especial de TV en 2007.
En el Año Nuevo, realizó dos conciertos en el hotel Bellagio en Las Vegas. En los 56.ª edición de los Premios Globo de Oro celebrados el 24 de enero, «The Prayer» ganó el Golden Globe Award a la Mejor Canción Original de la película Quest for Camelot. En la ceremonia de los 41° premios Grammy el 24 de febrero, Bocelli fue nominado como Mejor Artista Nuevo, premio que ganó Lauryn Hill. Bocelli y Dion cantaron «The Prayer» en la ceremonia. La canción también fue nominada a un Premio de la Academia a la Mejor Canción Original y fue interpretada por Bocelli y Dion en la ceremonia celebrada en el Los Angeles Music Center el 21 de marzo.
Del 11 al 24 de abril, hizo una gira por la costa oeste de América del Norte, desde San Diego hasta Vancouver, con una actuación final en el Hollywood Bowl de Los Ángeles. La actriz Elizabeth Taylor estuvo a su lado en el escenario durante el bis, mientras él cantaba «The Prayer». A invitación de Steven Spielberg, Bocelli cantó en Los Ángeles el 15 de mayo ante Bill Clinton en un evento en nombre del Partido Demócrata. A finales de mayo, hizo una gira por Portugal y España y cantó con la cantante de fado portuguesa Dulce Pontes. El 27 de junio, participó en el concierto benéfico de Michael Jackson para niños necesitados en el Estadio Olímpico de Múnich.
Desde el 10 de julio hasta el 27 de agosto, apareció en un papel de invitado en siete actuaciones de La viuda alegre en la Arena de Verona. Como "Tenor Conte Andrea", interpretó tres arias: «La donna è mobile» de "Rigoletto" de Verdi; «Tu, che m'hai preso il cuor» de "Das Land Des Laechelns" de Franz Lehár y "Libiamo ne' lieti calici" de "La traviata" de Verdi. El 10 de septiembre, junto con la soprano Daniela Dessì y dos cantantes polacos, actuó en el Gran Teatro de Łódź en Polonia. Del 7 de octubre al 19 de noviembre, hizo su debut operístico en los Estados Unidos en «Werther» de Jules Massenet en el Detroit Opera House con la Michigan Opera Theater.
También actuó en Rodeo Drive en Beverly Hills y ofreció más conciertos en Detroit, Cleveland y Chicago, y apareció en el primer episodio de The Tonight Show de Jay Leno. El entonces alcalde de la ciudad de Nueva York, Rudy Giuliani, le otorgó el premio Crystal Apple. Su séptimo álbum, Sacred Arias, que contiene exclusivamente música sacra, fue lanzado en todo el mundo el 8 de noviembre, y dos semanas después alcanzó el número uno en las listas de Billboard Classic, convirtiendo a Bocelli en el primer vocalista en ocupar los tres primeros lugares en la lista, con Aria, the opera album en segundo lugar y Viaggio Italiano en tercer lugar.
Para promocionar Sacred Arias, Bocelli grabó su segundo concierto en PBS en la iglesia romana de Santa María sopra Minerva, en Roma, en 1999, interpretando la mayoría de las canciones del álbum. El especial fue nominado a un Premio Emmy por Programa Sobresaliente de Música Clásica-Danza durante los 52° Premios Emmy.
En Italia, Bocelli cantó en Florencia en una reunión de jefes de Estado de centroizquierda. Invitado por la Reina Isabel II, actuó en el Royal Variety Performance anual en Birmingham, Reino Unido, el 29 de noviembre. El 30 de noviembre, se lanzó su libro "La musica del silenzio", una novela autobiográfica, en Italia, y en 2017 se convirtió en una película titulada The Music of Silence, dirigida por Michael Radford. Del 12 al 21 de diciembre, ofreció seis conciertos en Barcelona, Estrasburgo, Lisboa, Zagreb, Budapest y Mesina, algunos de los cuales fueron transmitidos por televisión local. También actuó en la televisión alemana; Wetten, dass..? el 11 de diciembre y la Gala José Carreras en Leipzig el 17 de diciembre. El 31 de diciembre, completó una maratón de veinticuatro conciertos en treinta días, con un concierto en el Nassau Veterans Memorial Coliseum en Nueva York, dando la bienvenida al nuevo milenio.

### 2000–2001:VerdieCieli di Toscana
En los Premios Grammy número 42, Bocelli fue nominado dos veces. «The Prayer» fue nominado para Mejor Colaboración Pop con Voces y para Mejor Interpretación Vocal Pop Masculina. Bocelli lo interpretó con Dion en la ceremonia. Su World Tour 2000 comenzó el 31 de marzo. En mayo, su álbum Sacred Arias fue votado como álbum del año por los oyentes de la estación de radio Classic FM en el Reino Unido. Su gira mundial continuó del 12 al 14 de mayo con cuatro conciertos en Japón y Corea del Sur. Al final del Campeonato Europeo de Fútbol de la UEFA, actuó con Valery Gergiev y Renée Fleming en un concierto en el río Mosa en Rotterdam. El 6 de julio, actuó en la Estatua de la Libertad en la ciudad de Nueva York para su tercer especial de PBS American Dream: Andrea Bocelli's Statue Of Liberty Concert. El concierto fue una dedicatoria a su padre, quien murió a principios de 2000. Estuvo acompañado por la Orquesta Sinfónica de Nueva Jersey bajo la dirección del maestro Steven Mercurio, con la invitada especial de soprano Ana María Martínez y una aparición sorpresa de Sarah Brightman para cantar con Bocelli en «Time to Say Goodbye». Para el último bis, dedicó «Sogno» a su difunto padre. El 17 de agosto, actuó en la Messa da Requiem de Giuseppe Verdi en la Arena de Verona en Roma.
Su séptimo álbum, Verdi, se lanzó el 11 de septiembre. En septiembre, ofreció tres conciertos en Australia. Recibió otro premio Echo Klassik por "Mejor Vendedor del Año" por Sacred Arias. En noviembre, se lanzó su primera grabación completa de ópera, La Bohème. En diciembre, recibió otro premio en Alemania, el Goldene Europa por música clásica.
En enero de 2001, Bocelli interpretó al personaje principal en la ópera L'amico Fritz de Mascagni en el Teatro Filarmonico de Verona y volvió a interpretar la parte de tenor en el Requiem de Verdi. El 19 de marzo, se lanzó el álbum Requiem con Bocelli como tenor. Del 22 de marzo al 6 de abril, hizo una gira por América del Norte acompañado por Cecilia Gasdia y la Orquesta Sinfónica de Hartford. El 17 de junio, actuó en la reapertura de la Torre Inclinada de Pisa. En julio, ofreció dos conciertos en Dublín con Ana María Martínez y la Nueva Orquesta Sinfónica. En la Scuola Grande di San Rocco en Venecia el 4 de octubre, presentó su nuevo álbum Cieli di Toscana y fue reconocido por haber vendido más de 40 millones de álbumes en todo el mundo. En octubre, abrió las celebraciones del 200 aniversario del nacimiento del compositor de ópera siciliano Vincenzo Bellini en Catania. El 28 de octubre, cantó «Ellens dritter Gesang» de Franz Schubert (también conocido como «Ave María») como representante de la fe católica, durante un concierto conmemorativo en Ground Zero en la ciudad de Nueva York por las víctimas de los ataques del 11 de septiembre allí. En noviembre, recibió el Premio Europeo de Platino por un millón de ventas del álbum Cieli di Toscana, y en los Italian Music Awards recibió un premio especial de la Federación de la Industria Musical Italiana por sus méritos como "Embajador de la música italiana en el mundo". Realizó otros siete conciertos en los Estados Unidos acompañado por Ana María Martínez, y el 23 de diciembre, cantó el himno nacional italiano así como obras de Bellini y Verdi en el tradicional concierto de Navidad en el Senado Italiano, que fue transmitido en vivo por televisión por primera vez.

### 2002–2005:SentimentoeAndrea

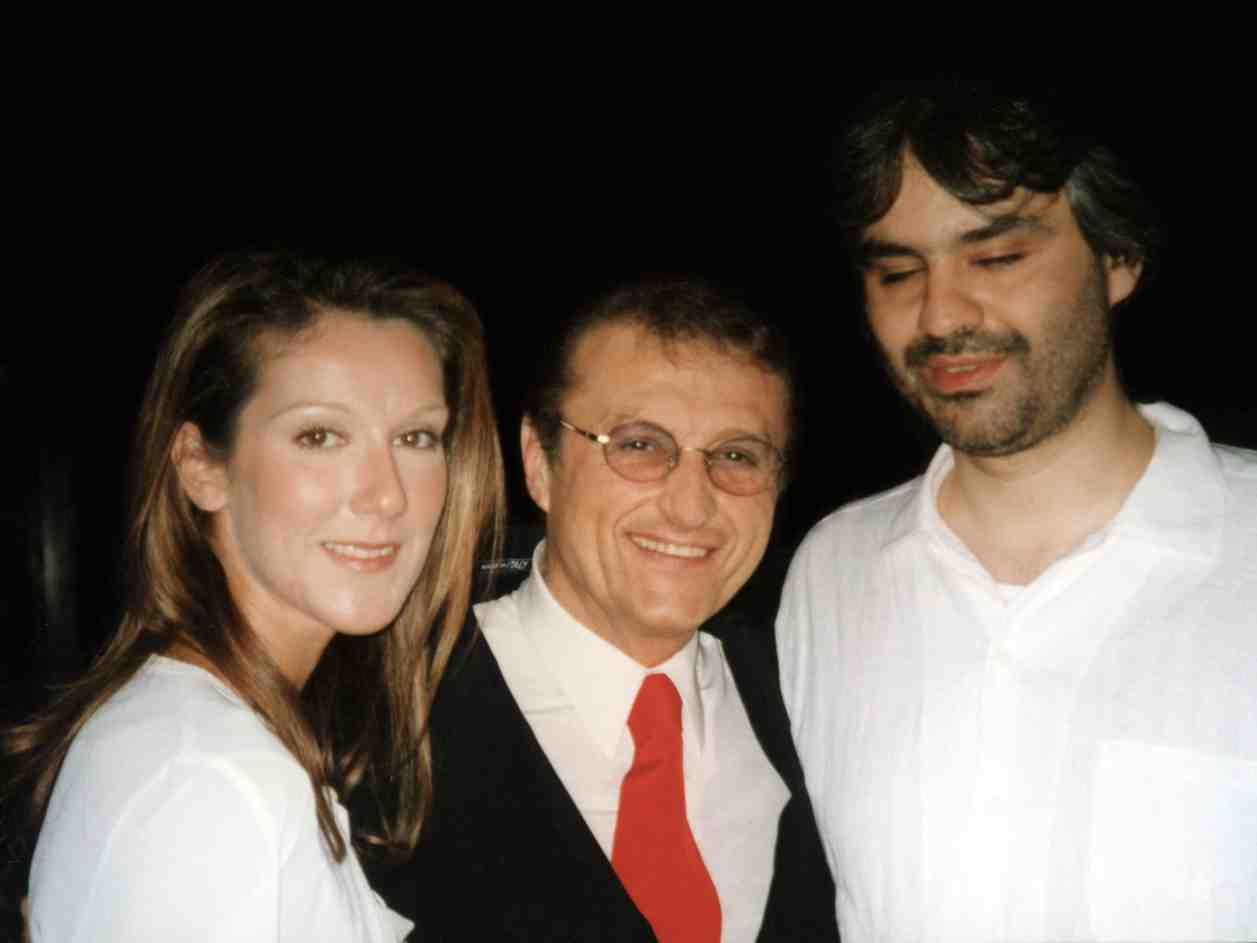
Bocelli con Celine Dion y Tony Renis en 2002

En Berlín el 5 de febrero, recibió el premio Cámara de Oro en la categoría "Música y Entretenimiento". El 6 de marzo, recibió dos Premios World Music en Monte Carlo: "Mejor artista clásico más vendido del mundo" y "Mejor artista italiano más vendido". El 11 de marzo, ofreció un concierto por la paz en la Basílica di San Marco a Venezia en Venecia, acompañado por la orquesta del Teatro La Fenice y dirigido por Lorin Maazel. El 15 de marzo, participó en la inauguración del Parque Walt Disney Studios en Marne-la-Vallée, Francia. El 7 de mayo, Bocelli y Tony Renis recibieron el premio Telegatto de la televisión italiana por la banda sonora de la serie Cuore. El 23 de mayo recibió el premio Classical BRIT Award 2002 por "Contribución Sobresaliente a la Música". El 27 de mayo, actuó en la Villa Madama en Roma frente al presidente de los Estados Unidos, George W. Bush, y al presidente italiano, Silvio Berlusconi. El 28 de mayo, participó en el concierto benéfico "Pavarotti & Friends" en Modena en ayuda de Angola. En junio volvió a hacer una gira por los Estados Unidos, luego el 26 de julio y el 3 de agosto, interpretó al Teniente B.F. Pinkerton en Madama Butterfly en el 48.º Festival Puccini en Torre del Lago. El 14 de octubre, él y Lorin Maazel presentaron su nuevo álbum Sentimento a una audiencia mundial. Otras presentaciones tuvieron lugar en Milán y Nueva York, y el álbum se lanzó el 4 de noviembre, vendiendo más de dos millones de copias en 40 días. El 24 de octubre, comenzó su gira Sentimento en Zúrich; la gira incluyó grandes arenas en varias ciudades europeas y norteamericanas.
En febrero de 2003, Bocelli interpretó «Madama Butterfly» en un concierto exclusivo en Monte Carlo, al que asistió Caroline, Princesa de Hanóver. En marzo, por primera vez apareció como productor en el Festival de Sanremo, donde los jóvenes artistas Allunati y Jacqueline Ferry cantaron para su nuevo sello discográfico, Clacksong. En mayo se lanzó su segunda ópera completa, Tosca. Sin embargo, no recibió elogios unánimes. Andreas Dorschel señaló un "timbre monocromático" y "poca variabilidad dinámica" en la interpretación de Bocelli: "Sea cual sea el sufrimiento de Cavaradossi, por ejemplo, la tortura o la perspectiva de ejecución, Bocelli parece no registrarlo, sino continuar en la indiferencia musical equivalente al estoicismo". En un gala privada de beneficencia para el Instituto Nacional Real para Personas Ciegas, Bocelli cantó frente a la Familia real británica. Un día después, recibió dos premios por Sentimento en el Classical BRIT Award 2003 celebrado en el Royal Albert Hall de Londres: "Mejor álbum clásico más vendido" y "Álbum del año". El 24 de mayo, actuó en un concierto benéfico para la Fundación Arpa de Cine, Música y Arte en la Piazza del Campo en Siena, con las sopranos Maria Luigia Borsi y Lucia Dessanti, el barítono Soo Kyung Ahn y la violinista Ruth Rogers, acompañados por Marcello Rota y la Orquesta Città di Pisa. Tres días después, fue nuevamente invitado a actuar en "Pavarotti & Friends" en Modena y cantó un popurrí de canciones napolitanas junto a Pavarotti. En junio, continuó su gira Sentimento en Atenas y Chipre. En septiembre, participó en un concierto para los ministros de Justicia y de Interior de la Unión Europea en el Parco della Musica en Roma. Luego reanudó su gira, acompañado por Maria Luigia Borsi, Ruth Rogers y Marcello Rota.
Bocelli ganó el premio "Intérprete Especialista Favorito" en los UK National Music Awards en octubre de 2003. En noviembre volvió a hacer una gira por los Estados Unidos, esta vez acompañado por Ana María Martínez, Kallen Esperian y Steven Mercurio. En diciembre dio su primer concierto en China y a finales de mes, cantó el «Ave María» de Gounod en la boda de Pavarotti en Modena.
En Bolonia en enero, interpretó a «Werther» en cuatro representaciones de la ópera del mismo nombre. En abril y mayo, volvió a hacer una gira por Asia, visitando Manila, Hong Kong y Singapur. En mayo, participó en un concierto en el Circo Máximo en Roma organizado por Quincy Jones para lanzar el proyecto "We are the Future". En junio, se lanzó su tercera ópera completa, Il trovatore. En julio, interpretó el papel de Mario Cavaradossi en Tosca en el 50.º Festival Puccini en Torre del Lago, y participó en la campaña mundial del Comité Olímpico Internacional (COI) para los Juegos Olímpicos de Verano de 2004 en Atenas.
En septiembre, realizó su gira "Once in a Lifetime" en Australia con conciertos en Sídney y Melbourne y un concierto en Christchurch, Nueva Zelanda, donde fue acompañado en el escenario por la soprano neozelandesa Hayley Westenra. El 15 de octubre, actuó en el Gran Salón del Pueblo en Beijing, China, y el 17 de octubre en el Gran Salón en Shanghái.
A principios de 2005, Bocelli estuvo de gira con actuaciones en Madeira, Hungría, Noruega, Estados Unidos, Reino Unido, Italia y Alemania. También apareció en Plaza Sésamo cantando «Time to Say Goodnight», una parodia de «Time to Say Goodbye», como una canción de cuna para Elmo. El 21 de marzo, actuó en el concierto benéfico Música para Asia en Roma, televisado en Italia 1, en ayuda del llamamiento del Terremoto del océano Índico de 2004.
En junio, actuó en la Deutsche Oper de Berlín. El 2 de julio, se presentó en el concierto de París como parte del evento Live 8. También durante la segunda parte del año, actuó en Croacia, Serbia, Italia, Estados Unidos, Dubái, Suiza y finalmente en Escandinavia. El 28 de agosto, actuó en el Festival Faenol celebrado en Vaynol, Gales, y organizado por el bajo-barítono galés Bryn Terfel. En diciembre, tuvo lugar su primer concierto de música contemporánea en un resort del pueblo de Lake Las Vegas en Nevada, Estados Unidos, que fue grabado para PBS y lanzado como el DVD Under the Desert Sky. También participó en el Royal Christmas Show, que tuvo lugar en varias ciudades de Estados Unidos en diciembre. El álbum Werther fue lanzado en diciembre.

### 2004-2007

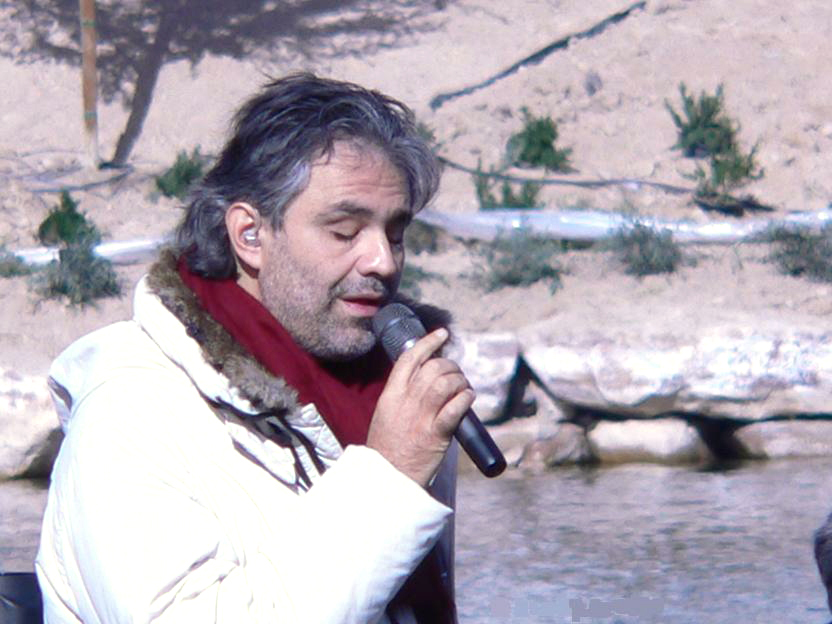
Bocelli ensayando para su concierto Under the Desert Sky en Lake Las Vegas, 2006.

En 2004, Andrea comienza a realizar giras por Asia y ya como tenor más maduro realiza Tosca, Werther y aparece el álbum Il Trovatore con la ópera completa. Además lanza un nuevo álbum totalmente Pop llamado Andrea con el que inicia una nueva gira mundial.
Durante 2005, sigue con la presentación de la ópera Werther y al finalizar el año realiza un concierto especial (su primer concierto Pop) en Las Vegas con música de autores latinos entre ellos, Consuelo Velázquez, Armando Manzanero, Agustín Lara, Julio Iglesias, José María Lacalle, entre otros.
En 2006, lanza su CD Amore, junto a sus amigos productores David Foster, Tony Renis y Humberto Gatica, el que incluye temas con los que empezó su carrera por los bares de Italia. Canta en la ceremonia de clausura de los Juegos Olímpicos en Turín, Italia con el tema Because We Believe de su álbum Amore. Inaugura el Teatro del Silenzio con un concierto totalmente clásico, ubicado en su ciudad natal Lajatico y cierra el año presentándose en ciudades de EE. UU. y en la Ciudad de México acompañado de Armando Manzanero. Junto con este álbum se incluyen varias versiones en italiano, inglés y una totalmente en castellano únicamente para los países latinos con canciones como "Bésame Mucho", "Somos Novios" al lado de Christina Aguilera, "Verano" con Chris Botti, "Me faltas" con Kenny G, "Las Hojas Muertas" con Veronica Berti, "Canción Desafinada" con Stevie Wonder, entre otras, que tuvo gran aceptación por toda la población de habla hispana.

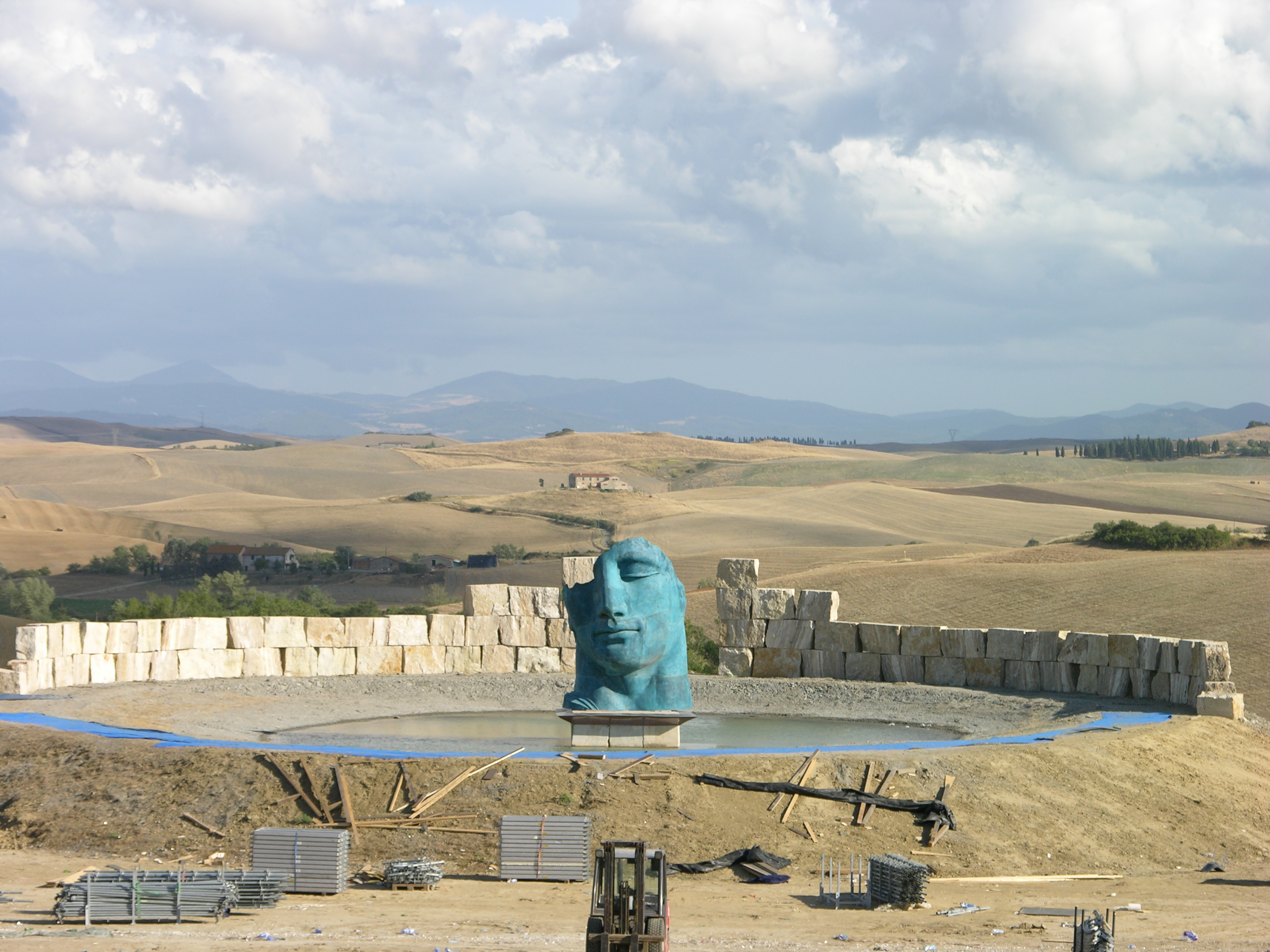
Teatro del Silenzio en Lajatico.

En 2007, lanza las óperas Pagliacci y Cavalleria Rusticana. Además ofrece un concierto Pop memorial en el Teatro del Silenzio al lado de sus más grandes amigos: Sarah Brightman, Elisa, Laura Pausini, Heather Headley, Chris Botti, Kenny G, Lang Lang y el productor David Foster. En este mismo año muere su gran amigo Luciano Pavarotti, a quien canta el Ave Verum Corpus de Mozart en la Catedral de Módena. En ese mismo año, para celebrar sus más grandes éxitos, graba nuevos temas de estudio recopilados en el álbum titulado The Best of Andrea Bocelli: Vivere.
Para la presentación de su disco Amore, Andrea realiza un concierto privado en Las Vegas, el cual lanza en DVD (Under The Desert Sky). Como parte de la presentación preliminar del álbum, Andrea es invitado a la ceremonia de clausura de los Juegos Olímpicos de Invierno en Turín, Italia en donde interpreta el tema Because We Believe compuesto por él mismo y con música de David Foster. Recorre gran parte del mundo con su álbum Amore y salen a la venta Cavalleria Rusticana de Pietro Mascagni y Pagliacci de Leoncavallo, dos proyectos que desde 2001 había grabado. Steven Mercurio dirige estas óperas acompañado de la soprano Ana María Martínez en Pagliacci y la soprano Paoletta Marrocu en Cavalleria Rusticana.
Andrea celebra 15 años de carrera, a partir de 1992, y saca a la venta "Vivere: The Best Of Andrea Bocelli" una recopilación de sus más grandes éxitos con nuevos arreglos y con nuevas versiones de estudio. Además, el álbum sale en una versión en castellano donde se incluyen duetos con Laura Pausini en "Vive ya" y Dulce Pontes "El Mar y Tú". También se reedita el concierto ante la Estatua de la Libertad en 2001 y se vende en una edición especial limitada.
Con gran actividad, Andrea ofrece un concierto inolvidable en el Teatro del Silenzio. Colabora en otras producciones como "Italia" de Chris Botti, dónde se graba un video en las calles de Italia. "Io Ci Saró" con Lang Lang y en "Conradiana" de Ennio Morricone.

### 2008-2024
En enero sale a la venta el DVD/CD Vivere Live in Tuscany, una presentación digital en alta definición y con pistas bonus como "Domani", "Se la Gente Usasse il Cuore" y "Mille Lune, Mille Onde" grabada en vivo desde Lajatico.
De nuevo en la ópera, Andrea lanza una grabación que había hecho en 2005: Carmen de George Bizet. Ahora dirige Myung-Whung Chung con la mezzosoprano Marina Domashenko y el exitoso bajo-barítono Bryn Terfel. Incluye su debut en el Teatro de la Ópera de Roma con varias actuaciones en el papel principal de Don José.
Realiza su tercer concierto en el Teatro del Silenzio para presentar su nuevo álbum "Incanto" que incluye canciones clásicas italianas del cine como "Voglio Vivere Cosi", "Funiculí, Funiculá", "Mamma", "O Surdato Nnammurato", "Vieni Sul Mar", "Granada", "Non Ti Scordar di Me" y algunas más, álbum que muestra a un tenor maduro, con nuevas aptitudes y con apreciaciones distintas para ser parte de las leyendas operísticas. Sigue con varias participaciones en festivales como la Gala de Mascagni, Cavalleria Rusticana y presentaciones con el tenor Plácido Domingo. Finalmente cierra el año con presentaciones para la televisión y un concierto en la Catedral del estado de Campeche en México como parte del XII Festival Internacional del Centro Histórico de Campeche en el que se han presentado diversos grupos de música y artistas internacionales como Il Divo.
En vista del éxito que ha ganado mundialmente y a pesar de las duras críticas a las que se ha enfrentado durante distintas etapas de su carrera, Andrea Bocelli, se reconoce ya como una leyenda única por su repertorio Pop y Ópera, distinguiendo un Classical Crossover en el que se ha coronado como uno de los mejores de este género, junto a Sarah Brightman. Por las dimensiones discográficas, se puede recordar al éxito de Domenico Modugno en 1958 con "Volare"; sin embargo, este gran éxito no parece que vaya a afectar la filosofía de vida del tenor toscano ni a alejarlo de su familia, de sus amigos y del amor por la campiña toscana.
En 2009, realiza una nueva gira y llega a Sudamérica. Perú es uno de los países visitados y su recital capta a más de 20 mil personas y viaja a la República Dominicana presentando su gira Incanto el 30 de abril.
Una de las actuaciones más importantes se realizó el día 27 de mayo en el Estadio Olímpico de Roma, en la final de la temporada 2008-09 de la Liga de Campeones de la UEFA que enfrentaba al Mánchester United y Barcelona, que fue el vencedor de esta edición. La pieza musical cantada por Andrea fue una elegida por la BSO de Gladiator y también cantó el himno de la Liga de Campeones de la UEFA.
El 31 de enero de 2010, durante los premios Grammy, Bocelli, Mary J. Blige y David Foster, unieron sus voces otra vez, cantando Bridge over Troubled Water para concientizar sobre las víctimas del terremoto de Haití. Los tres habían hecho previamente una aparición en Larry King Live de CNN.
El 1 de marzo, Bocelli, junto con David Foster, fueron honrados por L.A. Italia Film, Fashion and Art Fest durante una ceremonia en Grauman's Chinese Theatre, en Hollywood, en donde se mostró un documental de la vida y la carrera de Bocelli, titulado "The Story Behind The Voice".
El 12 de marzo, Bocelli hizo una aparición en Skavlan, en Oslo, Noruega, para promover su gira escandinava, dando una excepcional entrevista al conductor del programa Fredrik Skavlan, y más tarde interpretando "Voglio Vivere Cosi", de su álbum Incanto, con el Coro de niños noruegos, Sølvguttene.
En abril, volvió a Escandinavia, para un concierto en el Telenor Arena, en Oslo, Noruega, el 8 de abril, un concierto en el Foro de Copenhague, en Copenhague, Dinamarca, el 9 de abril, y finalmente un concierto en el Ericsson Globe en Estocolmo, Suecia, el 11 de abril. A él se unieron la ganadora de los Premios Tony Heather Headley y 120 músicos de la Orquesta Filarmónica de Estocolmo, en los tres conciertos, también la sueca mezzosoprano Malena Ernman en su concierto de Suecia.
El 30 de abril, Bocelli cantó Nessun Dorma, durante la ceremonia de inauguración de la Expo 2010, en Shanghái, China, frente a veinte jefes de Estado y de Gobierno, incluidos el presidente chino, Hu Jintao, el presidente francés, Nicolas Sarkozy, el presidente surcoreano, Lee Myung-bak, y el Presidente de la Comisión Europea José Manuel Barroso. Al día siguiente, el 1 de mayo, se celebró un concierto, titulado "Charming China", en el Estadio de Shanghái, frente a una audiencia de 80.000 personas, junto a los cantantes chinos Song Zuying y Chou Jay, y al pianista Lang Lang concertista de piano, la Orquesta Filarmónica de China bajo la dirección de su director artístico Yu largo.
Las dos apariciones coincidieron con la gira asiática de Bocelli, consistente en un concierto en Budokan, Tokio, Japón, el 28 de abril, un concierto en Jamsil Gymnasium, Seúl, Corea del Sur, el 2 de mayo, un concierto en el Hong Kong Convention and Exhibition Centre, en Hong Kong, el 4 de mayo, un concierto en el Taipei Arena, Taipéi, Taiwán, el 6 de mayo, y finalmente, un concierto gratuito, organizado por la YTL Corporation, en el Jardín Botánico de Singapur, en Singapur, el 8 de mayo, asistieron más de 12.000 personas, recogido a través de votación pública, así como figuras prominentes en la región, como por ejemplo, el presidente de Singapur, SR Nathan y su esposa, el multimillonario de Malasia, y fundador de la YTL Corporation, Yeoh Tiong Lay y su hijo mayor, Francis Yeoh, la actriz Michelle Yeoh, y el fundador de Jimmy Choo Ltd, Jimmy Choo. La cantante de pop australiana Delta Goodrem actuó de nuevo con Bocelli en los cinco conciertos, después de él en su gira "My Chritmas 2009 winter tour".
Bocelli encabezó el "Grand Finale" de Concierto de la Copa Mundial de la FIFA 2010, en el Coca-Cola Dome, en Johannesburgo, Sudáfrica, para marcar el final de la Copa del Mundo, junto con el canadiense Bryan Adams, el 9 de julio de 2010, dos días antes de la final del Mundial.
En 2011 realizó una gira por Sudamérica pasando por Colombia, Venezuela, Argentina, etc, junto a la artista hispano-argentina Chenoa. En septiembre de ese mismo año encabezó un concierto en el Central Park. Contó con la participación especial de David Foster, Celine Dion, Tony Bennet, Chris Botti, etc. Interpretó canciones inéditas, como "New York, New York", "More", entre otras.
Al año siguiente, nuevamente con David Foster, empezó a trabajar en el CD Passione, que se lanzó a principios de 2013 y destacó el dueto con Jennifer López en la canción "Quizás, quizás, quizás". El CD estaba compuesto por canciones románticas, como "La vie en rose", "Corcovado", entre otras.
En 2014 lanzó el CD "Manun Lescaut", que contó con Plácido Domingo como director de orquesta y a Ana María Martínez. El mismo año lanzó una colección de ópera, que contiene canciones clásicas que Bocelli interpretó a lo largo de su carrera.
En 2015 viajó a Miami Beach para celebrar, en un megaconcierto de muchos artistas, los 100 años de dicho lugar y, pocos días después, participó en un homenaje a Stevie Wonder.
El 30 de abril se emitió por televisión un concierto del tenor en Milán con motivo del apertura de la EXPO MILANO 2015.
En mayo de este año realizó la gira llamada "il grande mistero", que consistió en propagar la misión de la familia según la Iglesia Católica (pues el papa Francisco le encargó ese trabajo). La gira fue en casi toda Europa, aunque luego llevó la gira a Phidadelphia donde le cantó al Papa, junto a cantantes como Juanes, etc.
El 31 de mayo, en "Bretaña tiene talento", anunció su nuevo álbum llamado "Cinema", el cual se lanzó el 23 de octubre e incluye el tema de la película "Gladiador", "Now we are free" en versión italiana y un dueto con Ariana Grande en "e piú ti penso". El CD se lanzó también en 2 versiones en español. El álbum incluye canciones de películas como "Evita", y algunos musicales como "West side story", entre otros.
Desde fines de noviembre se emite por TV un concierto del tenor presentando su último CD que contó con la ayuda de David Foster, y es titulado "il mio cinema".
En diciembre su último álbum Cinema se adjudicó como Disco de Oro.Dos meses después, en febrero, se convirtió en disco de platino al superar el millón de copias vendidas en todo el mundo, siendo su primer logro en 2016.
El 22 de abril lanzó una edición especial del último álbum que incluye "se" de la película "Cinema Paradiso", "prima di un addio" (la versión italiana de "historia de amor") de la película "Love story" y una versión solista de "No llores por mí Argentina" de "Evita".También incluye un concierto grabado con David Foster en el Dolby teather de Los Ángeles donde contó con la participación especial de Nicole Scherzinger y un dueto virtual con Ariana Grande.
El 23 de septiembre se confirmó que su CD recibió tres nominaciones para los premios Grammy latinos: mejor álbum pop tradicional, mejor álbum y mejor grabación ("me faltarás" de "El cartero y Pablo Neruda")
2018: Se espera un concierto de este artista en la Plaza Central de Villa de Leyva en Colombia.
El 11 de junio de 2021, cantó "Nessun Dorma" para abrir la Eurocopa 2020 ante los 16.000 espectadores en el estadio Olímpico de Roma, minutos antes de iniciarse el primer partido de la fase de grupos de la competición que enfrentó a Turquía contra Italia.
El 26 de febrero de 2024, Andrea Bocelli, junto a su hijo Matteo, se presentó en la segunda noche del 63.ª edición del Festival Internacional de la Canción de Viña del Mar donde se llevó las Gaviotas de Plata y de Oro.

## Participación en ópera
Desde muy pequeño, soñaba con cantar ópera escuchando a sus más grandes ídolos tenores como Enrico Caruso, Mario del Mónaco, Luciano Pavarotti y de su maestro Franco Corelli. Tras concluir sus estudios, trabaja durante un año como abogado para luego dedicarse por completo a la música. Ha colaborado con personalidades de la ópera entre las que se destacan Ana María Martínez, Angela Gheorghiu, Anna Netrebko, Barbara Frittoli, Bryn Terfel, Cecilia Bartoli, Yelena Obraztsova, Eva Mei, Ildebrando D'Arcangelo, José Carreras, Luciano Pavarotti, Lucio Gallo, Marisa Domashenko, Olga Borodina, Paoletta Marrocu, Plácido Domingo, Renée Fleming, Verónica Villaroel, Violeta Urmana y con directores musicales como Alan Gilbert, Eugene Kohn, Fabio Luisi, Lorin Maazel, Marco Armiliato, Myung-Whung Chung, Steven Mercurio, Valeri Guérguiev, Zubin Mehta, entre otros.
En 1992, después de hacer audiciones con Zucchero, en el verano de ese mismo año, viaja a Turín para tomar clases con el ya retirado maestro Franco Corelli en esa época, lo escucha cantar "Che Gelida Manina" de Puccini, aria con la que lo acepta en sus clases, que terminan poco tiempo después llevándolo a tomar lecciones de canto con Bettarini, hasta que el maestro muere en 1997 a la edad de 83 años. En ese mismo año graba Viaggio Italiano en el que incluye destacadas arias como "Nessun Dorma" de Turandot, "Lamento di Federico" de L`Arlesiana, el "Ave Maria" de Schubert, "`O sole mio", "La donna è mobile" de Rigoletto, entre otras, y con el que empieza a ganar algunos premios a nivel mundial.
A pesar de haber perdido la vista, no se ve imposibilitado para poder actuar como los grandes tenores líricos, por lo que en 1998 tiene su primer acercamiento con el teatro, de febrero 18 al 25 de ese año, interpreta el papel de Rodolfo en La Bohème de Puccini que se lleva a cabo en el Teatro Communale de Cagliari, el director es Steven Mercurio, la Mimi a su lado estuvo representada por Daniela Dessi, y es transmitida por la RAI TV el 28 de febrero. En marzo del mismo año, graba el álbum operístico "Aria" en el que contiene arias de La bohème (Puccini)La Bohème, Rigoletto, Tosca, Carmen, Madama Butterfly, La Fanciulla del West, La Fille du Règiment, entre otras.
Un año después, en 1999, desde octubre 7 al 19 de noviembre, se dirige a los Estados Unidos de América para su debut en Werther de Massenet en la ciudad de Detroit, acompañado nuevamente del director Steven Mercurio. Él está animado por el público, pero criticado negativamente por la prensa.
En 2000, es lanzada su primera ópera completa La Bohème de Puccini al lado del maestro Zubin Mehta.
Comenzando el 2001, a partir del 19 al 23 de enero, realiza su cuarto papel en la ópera, que retrata con éxito el carácter del título Amico Fritz de Mascagni en la ópera del mismo nombre en el Teatro Filarmónico di Verona, Italia. Comparte escenario con Cecilia Gasdia y el director Steven Mercurio.
Del 26 de julio al 3 de agosto de 2002, Andrea hace el papel del teniente Benjamín Franklin Pinkerton en "Madama Butterfly" en el 48th Festival Puccini de Torre del Lago.
En febrero de 2003, presenta un concierto exclusivo de "Madame Butterfly", junto con Carla Maria Izzo en el Grimaldi Forum de Montecarlo, a la que asistieron la princesa Carolina de Mónaco. En mayo del mismo año sale a la venta su segunda obra Tosca.
En enero de 2004, en Bolonia, interpreta de nueva cuenta la ópera Werther de Massenet junto con La Charlotte que es interpretada por Julia Gertseva. En junio del mismo año es lanzado Il Trovatore de Verdi. En julio, Andrea interpreta el pintor Cavaradossi en Tosca de Puccini en la Torre del Lago en Italia con ocasión del 50 aniversario del Festival Puccini.
Finalizando 2005 sale a las tiendas Werther, su tercera ópera completa.
En octubre de 2006, sale a la venta la ópera Pagliacci de Leoncavallo con Andrea cantando el papel de Canio junto con Ana María Martínez, dirige su amigo y director Steven Mercurio.
En 2007, lanza Cavalleria Rusticana de Mascagni al lado de Paoletta Marrocu y de nueva cuenta dirige Steven Mercurio.
A mitad del 2008 se pone al mercado la ópera completa Carmen de Bizet con Andrea Bocelli, Marisa Domashenko, Eva Mei y Bryn Terfel. La dirección es a cargo del maestro y amigo Myung-Whung Chung.
En julio de 2008, de nuevo regresa a los teatros con Carmen, de Bizet, en la que interpreta el papel de don José junto con Ildiko Komlosi en el papel de Carmen y Maria Carola como Micaela, la dirección es a cargo del maestro Alain Lombard llevándose a cabo en el famoso Teatro dell'Opera di Roma.

## Tesitura y tipo de voz
El tipo de voz de Andrea es de tenor lírico, y su rango vocal es de tres octavas: desde el Do#2, en el tema Resta Qui, del álbum  CIeli di Toscana,  hasta el Re5, en el aria Possente amor, mi chiama de Verdi.

## Vida personal

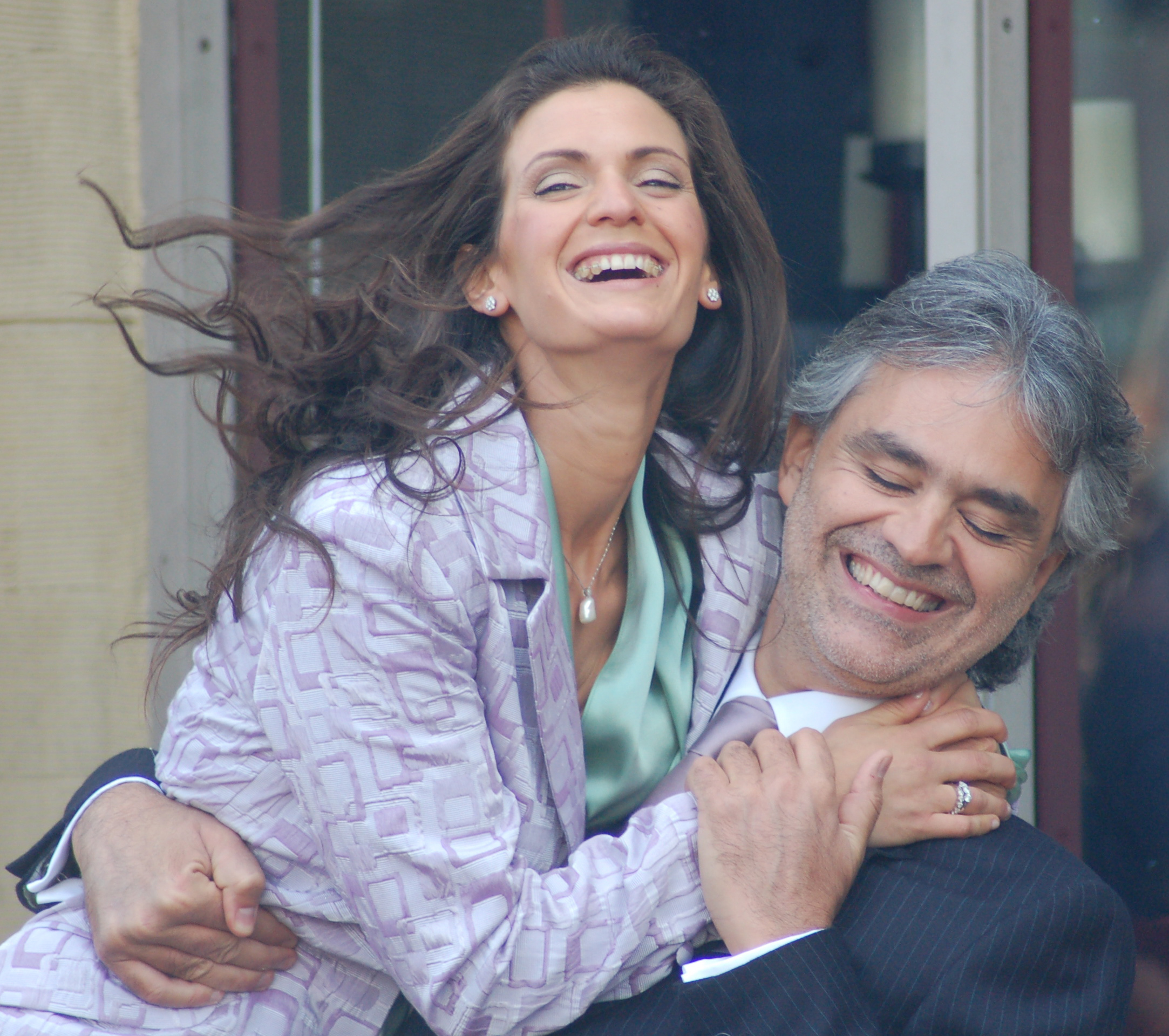
Andrea Bocelli con su esposa Verónica Berti.

Conoció a su primera esposa, Enrica, con quien tuvo dos hijos, cuando cantaba en un piano bar al principio de su carrera. Se casaron el 27 de junio de 1992. Su primer hijo, Amos, nació en febrero de 1995. Su segundo hijo, Matteo nació en octubre de 1997. En 1998, Bocelli fue nombrado una de las 50 personas más bellas de la Revista People.
En 2002, se divorció civilmente de Enrica, y obtuvo la nulidad matrimonial eclesiástica. Poco después conoció a Verónica Berti, con quien contrajo matrimonio el 21 de marzo de 2014, eligiendo este día para coincidir con el comienzo de la primavera y el segundo cumpleaños de su hija Virginia, nacida en 2012. La pareja vive en Forte dei Marmi, y la exesposa de Bocelli y su dos hijos viven en la residencia anterior de la pareja en la misma comuna, en Versilia.
El padre, Sandro Bocelli, murió el 30 de abril de 2000. Su madre le animó a que cumpliera sus compromisos y así cantó para el Papa en Roma el 1 de mayo y de inmediato regresó a su casa para el entierro. En su presentación del 5 de julio, la cual fue filmada para PBS American Dream—Andrea Bocelli's Statue of Liberty Concert, dedicó el encore Sogno a la memoria de su padre. Una sección del camino a lo largo de la playa en Jesolo, en la costa adriática italiana, fue nombrada en honor de Bocelli el 11 de agosto de 2003.
En 2006, influyó en el municipio de su ciudad natal Lajatico para construir un teatro al aire libre, el Teatro del Silenzio. Bocelli se presentó solo por una noche. Una noche, cada mes de julio el teatro se abrirá para presentaciones. El resto del tiempo permanecerá en silencio. Desde la apertura se han celebrado nueve conciertos desde 2006 hasta 2014. En 2015 dio 2 conciertos en el mes de julio con motivo de sus 10 años de fundación.
Se ha definido a sí mismo como un «ferviente católico» en contra del aborto y a favor de la vida.
En 2011 creó "Andrea Bocelli Foundation", una fundación cuyas acciones solidarias fueron motivo de muchos premios recibidos en los últimos años.
En 2015 cantó como un indigente en las calles de Nueva York para recaudar dinero a los más pobres.
El 7 de mayo de 2016, fue invitado por Claudio Rainieri al King Power Stadium que enfrentó al campeón contra el Everton para celebrar el primer título del Leicester en la Premier League que había conseguido unos días antes, cantando el Nessun Dorma de Turandot.
En noviembre del mismo año se comenzó a rodar en Italia una película basada en su autobiografía "La música del silenzio", la cual protagoniza Toby Sebastian junto a Antonio Banderas, entre otros, y se estrenó en este país en septiembre de 2017.
El 20 de septiembre del 2018 lanzó su primer sencillo al lado de su hijo Matteo titulado "Fall On Me" misma que tiene una versión en español.

## Premios
- Ganador como mejor debutante en el Festival de la Canción de San Remo en 1994.
- Premios ECHO en la categoría Single Nacional del Año por la canción Time to Say Goodbye en 1997.
- Premios ECHO en la categoría "Bestseller del Año" por el álbum Viaggio Italiano en 1997.
- Premios Bambi en 1999.
- Dos World Music Awards uno en la categoría "Mejor Cantante Italiano" y otro por "Mejor Interpretación Clásica" en 1998.
- Premios ECHO por "Álbum Clásico Más Vendido" con Aria – the opera album en 1998.
- Premios ECHO en la categoría "Bestseller del Año" por Sacred Arias en 2000.
- Dos "Classical BRIT Awards" en la categoría "Álbum Clásico Más Vendido" y "Álbum del año" por Sacred Arias en 2000.
- Goldene Europa por Música Clásica en 2000.
- Goldene Kamera en la categoría "Music & Entertainment" en 2002.
- Dos "World Music Awards" en las categorías "World best selling classical artist" y "Best selling Italian artist" en 2002.
- Premio Telegatto por la banda sonora de la serie Cuore en 2002.
- Classical BRIT Award en la categoría "Outstanding Contribution to Music" en 2002.
- Dos "Classical BRIT Awards" en las categorías "Best selling classical album" y "Album of the year" por el álbum Sentimento en 2003.
- Dos World Music Awards por "Best Italian Artist" y "World's Best-selling Classical Artist" en 2006.
- Premios Telegatto en platinum por "Italian music in the world" en 2008
- Gaviota de Plata y Oro en el Festival Internacional de la Canción de Viña del Mar en 2024

## Honores

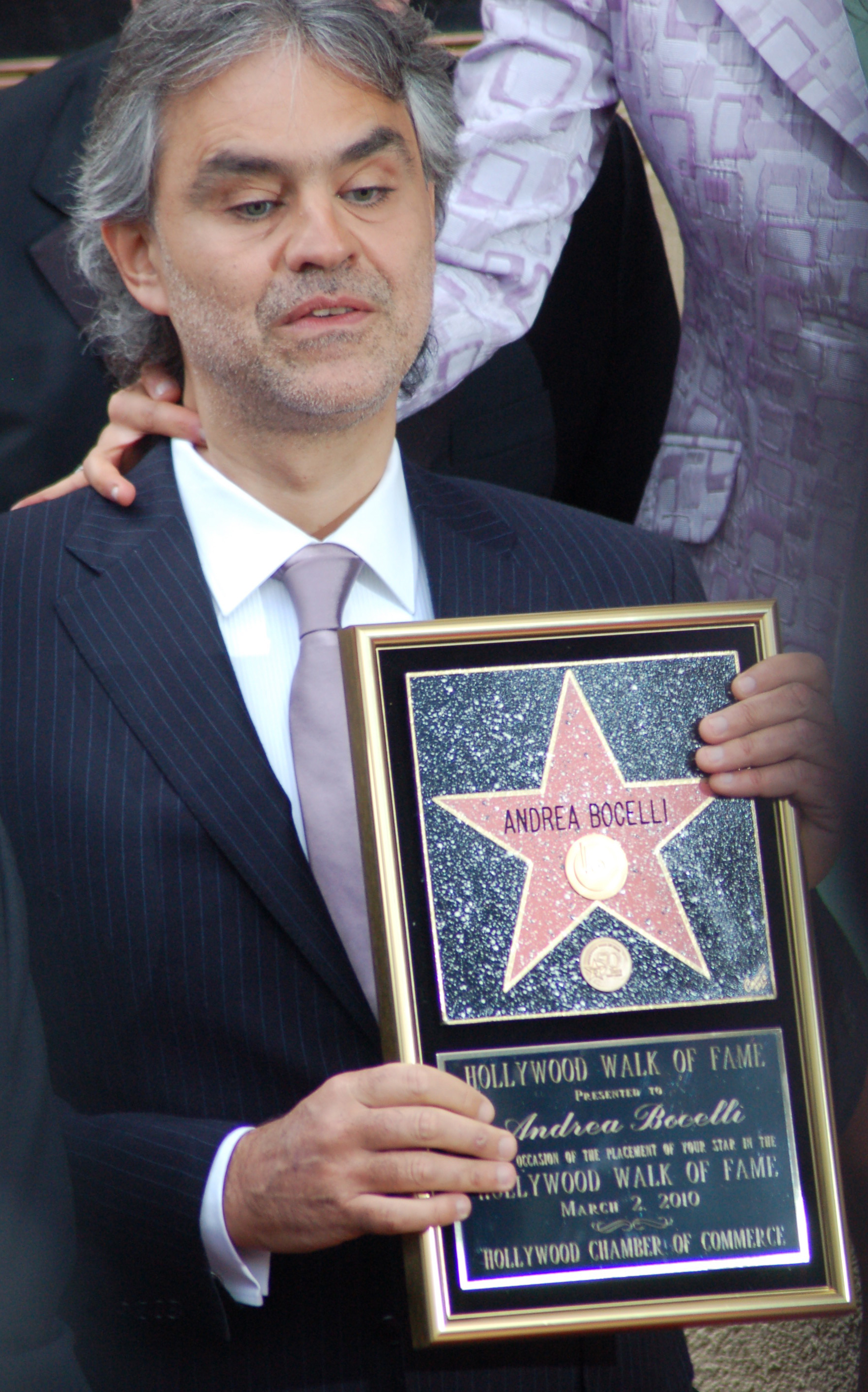
Andrea Bocelli recibiendo una estrella en el Paseo de la Fama de Hollywood, el 2 de marzo de 2010.

El 4 de marzo de 2006, recibió por parte del gobierno italiano el nombramiento como Gran Oficial de la Orden al Mérito de la República Italiana y además es presidente honorario de la fundación del Teatro del Silenzio.
En 2009, fue condecorado Gran Oficial de la Orden del Mérito de Duarte, Sánchez y Mella por el gobierno dominicano, otorgado por el Presidente de la República Dominicana Leonel Fernández, por sus contribuciones al arte y la cultura internacional.
El 2 de marzo de 2010 fue galardonado con una estrella en el Paseo de la Fama de Hollywood por su contribución al teatro en vivo.
Además, ha sido galardonado con el Premio "Arte, Ciencia y Paz" en 2015, otorgado por Pier Franco Marcenaro, fundador del "Centro del Hombre" y de la "Escuela de Espiritualidad", por su arte "que eleva el espíritu y une a las personas más allá de todas las barreras de raza, nacionalidad o religión".

## Posición en losrankingsde Time to Say Goodbye
| Lista                        | Posición más alta   |
| ---------------------------- | ------------------- |
| U.S. Hot Classic Club Play   | 1 (por dos semanas) |
| Hot Canadian Digital Singles | 1                   |
| Romantic Latin America Play  | 1 (1 mes)           |
| Canadian Top 100             | 1 (1 mes)           |
| Billboard                    | 1 (4 meses)         |

## Discografía

### Pop
- II Mare Calmo della Sera (1994)
- Bocelli (1995)
- Romanza (1996)
- Sogno (1999)
- Cieli di Toscana (2001)
- Andrea (2004)
- Amore (2006)
- Under The Desert Sky (2007)
- Vivere: The Best of Andrea Bocelli (2007)
- Vivere: Live in Tuscany (2008)
- My Christmas (2009)
- Concerto: One Night in Central Park (2011)
- Passione (2013)
- Cinema (2015)
- Sì (2018)
- Believe (2020)

### Clásica
- Hymn for the World (con Cecilia Bartoli) (1997)
- Aria: Il Opera Album (1997)
- Hymn for the World 2 (con Cecilia Bartoli y Bryn Terfel) (1998)
- Sacred Arias (1999)
- Verdi (2000)
- Verdi: Réquiem (2001)
- Sentimento (2002)
- Incanto (2008)
- Notte Illuminata (2011)
- Opera (2012)
- Opera: The Ultimate Collection (2014)

### Ópera
- Puccini: La Bohème (2000)
- Puccini: Tosca (2003)
- Verdi: Il Trovatore (2004)
- Massenet: Werther (2005)
- Leoncavallo: Pagliacci (2006)
- Mascagni: Cavalleria Rusticana (2007)
- Bizet: Carmen (2008)
- Giordano: Andrea Chénier (2010)
- Gounod: Roméo et Juliette (2012)
- Puccini: Manon Lescaut (2014)
- Puccini: Turandot (2015)
- Verdi: Aida (2016)

### Discografía en castellano
- Romanza (1996)
- Sueño (1999)
- Cieli di Toscana (2001)
- Amor (2006)
- Vivere: Lo Mejor de Andrea Bocelli (2007)
- Mi Navidad (2009)
- Pasión (2013)
- Cinema (2015)
- Cinema - Edición Deluxe (2015)
- Cinema - Edición Especial (2016)

### Sencillos
- Quando/Amico Mio (1985)
- Il diavolo e l'angelo (1991) vinilo, cara 'B' "Proprio Tu"
- Miserere (con Zucchero y Luciano Pavarotti)(1992)
- Il Mare Calmo Della Sera (1994)
- Vivere (con Gerardina Trovato; español, italiano) (1994)
- La Luna (1995)
- Vivo Per Lei (versión en español, francés, alemán y portugués) (1995)
- Con Te partirò (versión en italiano y español) (1995)
- Butterfly (con Zenima en el álbum "Butterfly") (1996)
- Time to Say Goodbye (con Sarah Brightman) (1997)
- Amore Splendida Luce/La Luna (con Helen Schneider & Gianna Nannini) (1997)
- The Prayer (versión solo] (1998)
- Canto della Terra (3 versiones) (1999)
- 'O Mare e TU (con Dulce Pontes; versión en portugués y español) (1999)
- Melodramma (2 versiones: español e italiano) (2001)
- L'abitudine (con Helena Hellwig; 3 versiones) (2001)
- Proteggimi (incluida en la banda sonora de la película "Vajont") (2001)
- When a Child Is Born (2004)
- Dell'Amore Non Si Sa (con Hayley Westenra del álbum "Odyssey") (2005)
- Un Nuovo Giorno (2005)
- Desiderio (incluida en el álbum "Many Voices" con Steven Mercurio) (2006)
- Because We Believe (con Marco Borsato) (2006)
- Conradiana (en el álbum "We all Love" de Ennio Morricone) (2007)
- Italia (del álbum "Italia" con Chris Botti) (2007)
- Io Ci Saró (para el álbum "The Magic Of Lang Lang" de Lang Lang) (2007)
- Canto della Terra (con Sarah Brightman del álbum Symphony) (2008)
- Dare To Live (con Laura Pausini) (2008)
- Embrace in Love and Dream (con Jane Zhang; tema candidato para los Juegos Olímpicos de Pekín 2008) (2008)
- Ray of Hope (con Liel Kolet del álbum "Ray of Hope" (2008)
- Canto del sole inesauribile (con Plácido Domingo del álbum "Amore Infinito") (2008)
- Ouverture (en el álbum "O.P.G.A." de Claudio Baglioni) (2009)
- I Believe (con Katherine Jenkins del álbum "Believe") (2009)
- Stranger in Paradise (con Tony Bennett del álbum "Duets II") (2011)
- Per te (For You) (con Chris Botti del álbum "Impressions") (2012)
- La forza del sorriso (2015)
- Nelle tue mani (Now we are free) (de "Gladiator: El gladiador") (2015)
- E piú ti penso (de "Érase una vez en América"/"Malena") (con Ariana Grande)(2015)
- Perfect Symphony (con Ed Sheeran)	(2017)
- Fall On Me (con Matteo Bocelli) (2018)
- If Only (con Dua Lipa) (2018)
- Return to Love (con Ellie Goulding) (2019)

### DVD
- A Night in Tuscany (1997)
- Sacred Arias (2000)
- Christmas Glory at Westminster Abbey (2000)
- Tuscan Skies (Cieli di Toscana) (2001)
- American Dream: Statue of Liberty Concert (2001)
- Credo (2006)
- Under The Desert Sky: Live at Lake, Las Vegas (2007)
- Vivere: Live in Tuscany (2008)
- Incanto: The Documentary (2008)
- My Christmas Live: Andrea Bocelli & David Foster (2009)
- Concerto: One Night in Central Park (2011)
- Love in Portofino (2013)
- Andrea Bocelli: Cinema - Live at the Dolby Theater in Los Angeles (2016)

### Canciones en español
- A ti
- Amapola
- Bajas de las estrellas
- Bésame mucho
- Blanca Navidad
- Canción desafinada
- Canto de la Tierra
- Cuando me enamoro
- Dios nos bendecirá
- El abeto
- El mar y tú
- El misterio del amor
- El silencio de la espera
- En Aranjuez con tu amor
- Gloria in excelsis Deo
- Granada
- Hermosas estrellas
- Júrame
- La costumbre
- La voz del silencio
- Las hojas muertas
- Me faltas
- Mil lunas mil olas
- Momentos
- Noche de paz
- Nuestro encuentro
- Perfidia
- Pero te extraño
- Por amor
- Porque tú me acostumbraste
- Por ti volaré
- Santa Claus llegó a la ciudad
- Santa la noche
- Sin tu amor
- Solamente una vez
- Somos novios
- Sueño
- Un dulce melodrama
- Venid y adoremos
- Verano
- Vive ya
- Viviré
- Vivo por ella
- Quizás, Quizás, Quizás (con Jennifer Lopez)